# Завгородний, Анатолий Петрович
Анатолий Петрович Завгородний (28 декабря 1929 — 27 августа 2009) — советский и украинский художник-живописец и график. Член Союза художников Украины с 1967 года, Заслуженный художник УССР (1977).

## Биография
Анатолий Завгородний родился 28 декабря 1929 года в селе Знаменка в семье плотника. В 1937 году семья переехала в КазССР, где Завгородний окончил среднюю школу в городе Баканас, Алматинская область. В годы Великой Отечественной войны работал радистом на военном аэродроме, был награждён медалью «За доблестный труд в Великой Отечественной войне 1941—1945 гг.».
В 1947 году переехал в город Николаев, где работал учеником художника в мастерской кинорекламы при областном управлении культуры.
В 1950—1953 годах проходил действительную военную службу в ВС СССР.
С 1954 года работал в мастерских художественного фонда УССР.
В 1970 году по инициативе Завгороднего была создана областная организация Союза художников Украины.
Участник областных, республиканских и международных выставок (всего более 70). Автор ряда персональных выставок в Николаеве (1968, 1983), Очакове (1989), Киеве (1991, 2004).
В 1971 году Завгородний был награждён орденом «Знак Почёта», в 1994 году он стал лауреатом премии Николая Аркаса. В 2004 году удостоен звания «Горожанин года Николаева» в номинации «Искусство». В 2009 году Завгородний попал в проект Указа Президента Украины о присвоении звания «Народный художник Украины», но до награждения не дожил.
Работал в технике графики и живописи. Основная тематика полотен — корабельная и морская романтика. Творческий стиль Завгороднего характеризует философская и социально значимая направленность художественного образа, сочетание реализма, лирики и ритма, совершенство формы. Любимая техника — гуашь; предпочитал пастельные палитры, серо-голубые цвета.
Картины А. П. Завгороднего находятся во многих частных коллекциях и музеях, как Украины (николаевский Музей судостроения и флота, Очаковский музей маринистической живописи), так и зарубежных стран.
Умер 27 августа 2009 года, похоронен в Николаеве.

## Работы
- «Перед путиной» (1961);
- Серия «Николаев — город корабелов» (1964—1965);
- Серия «Николаев — корабельный край» (1966—1967);
- Стелла-монумент «Десант Ольшанского» в Николаевском парке Победы (1965);
- Витражи в Николаевском Дворце счастья (1965—1966);
- Серия «Рыбаки Бугского лимана» (1971—1988);
- Серия «По Венгрии» (1980—1987);
- Серия «По Италии» (1984—1987).